# Saint-Ambroix (Gard)
 Saint-Ambroix  es una población y comuna francesa, situada en la región de Languedoc-Rosellón, departamento de Gard, en el distrito de Alès. Es el chef-lieu y mayor población del cantón de Saint-Ambroix.

## Demografía
| 3731 | 4164 | 3815 | 3845 | 3517 | 3365 |
| Para los censos de 1962 a 1999 la población legal corresponde a la población sin duplicidades (Fuente: INSEE [Consultar]) |      |      |      |      |      |